# Predmestje
A Predmestje (jelentése: Külváros) egy szlovén jazzrock zenekar, mely 1975-ben alakult Ljubljanában. Alapító tagjai Peter Gruden (gitár, vokál), Andrej Pompe (billentyűsök), Aleksander Malahovsky (szaxofon), Janez Hvale (dob) és Gabriel Lah (basszus) voltak. 1980-ban nagyobb változás történt a felállásban, amikor Hazard című lemezüket rögzítették: Andrej Pompe, az egyetlen eredeti alapító tag meghívta az akkor feloszlott Izvir együttes néhány tagját: Marko Bitenc (vokál, ütős hangszerek), Marjan Lebar (basszus), Slavko Lebar (gitár), Andrej Petkovic (dob, timbales), Jernej Podboj (szaxofon). Ekkoriban Marjeta Neca Falk rockénekesnő kísérőzenekaraként is működtek. 1982-ben oszlottak fel.

## Tagok
- Gabrijel Lah (basszus)
- Toni Dimnik (dob)
- Andrej Pompe (billentyűs hangszerek)
- Ladislav Jaksa (altszaxofon)
- Peter Gruden (gitár, vokál)

## Lemezeik
- Brez naslova (1977)
- Danes včeraj in... (1978)
- Hazard (1980)
- Kamasutra (1982)